# Torpedo aeri
El Torpedo aeri (español: Torpedo aéreo) fue un prototipo de cohete, no misil, pues no tenía ningún tipo de control,  ideado por el cabo republicano Josep Belmonte en 1937. Después de la guerra, temiendo que los planos cayeran en manos franquistas, Belmonte donó su invención al Consulado de los Estados Unidos. A pesar de haberse considerado el primer cohete aéreo con fines militares de la historia, las fuerzas franquistas ya habían puesto en práctica el cohete ALAS el 22 de febrero de 1937 en el sector de Oviedo.

## Desarrollo
El inventor del Torpedo aeri, Josep Belmonte Cañellas, era un cabo, guardia de seguridad y conductor republicano que participó en la defensa de Barcelona durante el levantamiento del 19 de julio, llegando a participar en la sección de transportes de Fortificaciones y Obras hasta finales de 1936, donde, además, -según sus afirmaciones- renunció al ascenso de oficial para centrarse en el desarrollo autodidacta del misil. Aunque se desconoce la fecha exacta del primer desarrollo del Torpedo aeri, se cree que recibió una influencia indirecta de las investigaciones que se estaban llevando a cabo en Europa y Estados Unidos durante los años veinte y treinta.
La fecha más lógica de desarrollo del proyecto es entre principios de 1937, cuando Belmonte abandonó el frente, y agosto del mismo año, cuando se tiene constancia de una versión definitiva. Durante estos ocho meses, Belmonte y su hermano llevaron a cabo las tareas de observación, desarrollo y construcción en un taller de la Plaza de Lesseps en Barcelona, habiendo ya planeado y estudiado las posibilidades anteriormente. Durante este transcurso, le fueron negadas asistencias oficiales por parte de la Generalidad de Cataluña y el Ministerio de Guerra, dada su condición de cabo y la nula experiencia con el manejo de explosivos. Aunque se le propuso un permiso para realizar pruebas oficiales, este sería descontado de su sueldo, así que rehusó de la alternativa. Belmonte realizó, no obstante, pruebas extraoficiales en el Puerto de Vallcarca de Garraf, de las cuales se conservan ocho fotografías. El 20 de agosto de 1937, una vez ya concluida la construcción, Belmonte envió una carta al Presidente de la Generalidad de Cataluña Lluís Companys pidiendo "ayuda moral y material" para llevar a cabo el proyecto. Se desconoce si Companys leyó la carta o si la petición fue atendida, pero se tiene constancia de que el aparato nunca vio uso en combate.
Antes de que acabara la guerra, el torpedo había despertado interés tanto a espías norteamericanos como soviéticos. Estos últimos enviaron una oferta a Belmonte para trabajar en Moscú, pero rechazó la oferta por haberse de desplazar y por su recelo a Stalin. A finales de la guerra, mientras Belmonte sufría continuas detenciones por acusaciones anónimas, mandó desde la Prisión de Montjuïc una carta a su mujer instándola a enviar todos los documentos y planos de su invención al Consulado de los Estados Unidos. Se desconoce su uso posterior por parte de las tropas americanas o si estas utilizaron el prototipo para adaptarlo a los futuros cohetes utilizados en la Segunda Guerra Mundial.

## Diseño
El diseño del torpedo se habría alargado entre diciembre de 1936 y agosto de 1937, cuando Belmonte presentó su memoria mediante carta al Presidente de la Generalidad de Cataluña, Lluís Companys. No obstante, el diseño teórico del cohete podría haberse fraguado meses antes. En la memoria, el inventor destacó la simplicidad, ligereza y baratez de los materiales, así como la facilidad de su coste de producción. El proyectil principal, designado por Belmonte como «de combate», estaba dividido en tres partes: el cuerpo, la cámara y los estabilizadores. El cuerpo estaba formado por un cilindro con plancha de 0,5 mm de grosor y 70 cm de longitud, con una espoleta de cobre de alrededor de 75 mm. Dentro del cuerpo se albergaba una bomba de fundición de 2 kg en forma de granada de piña. La cámara, en forma de tubo, recubría el cilindro anterior. Los estabilizadores eran tres aletas de hierro en la parte posterior de cerca de 20 cm de longitud. El peso del proyectil alcanzaría unos 6 kg.
La plataforma, llamada «aparato disparador» por Belmonte, era una estructura de metal sobre dos ruedas en el cual se introducían los diferentes proyectiles, formada por una guía rectangular que propulsaba el cohete a través de una mecha. El sistema de mecha fue ideado a prueba de viento, nieve o lluvia, así como para mantener al usuario alejado del propulsor en caso de explosión. Tras la ignición de la mecha, el proyectil alcanzaría alrededor de 700 km/h, y viajaría en línea recta hasta que la propulsión desminuyese. En este momento, descendería acorde al ángulo en que hubiera sido lanzado. La explosión se produciría por percusión de la espoleta interior. En el caso de que el mecanismo sufriera un percance, y no se produjese la explosión inicial, otra mecha aseguraba la detonación total del dispositivo.

## Funciones
La función del torpede era puramente ofensiva, exceptuando su modalidad antiaérea. Aunque el prototipo principal se basaba en el proyectil «de combate» -destinado a objetivos terrestres- Belmonte teorizó diferentes usos sobre el torpede. Entre las variantes de los proyectiles, se encontraba un cohete antiaéreo, un «proyectil incendiario», un proyectil de 20 kg con alcance de 10 km, y un torpedo marino. En el caso de su función como antiaéreo, el diseño no sería viable, pues serían necesarios dispositivos de guía aérea para alcanzar objetivos en movimiento. La bomba incendiaria, por su parte, estaría compuesta por líquido inflamable y sería efectiva contra infantería u otros obejtivos terrestres, ya que su explosión se produciría por contacto.

## Fotografías de prototipos
| Torpedo aéreo Barcelona, 1937 |  |
|                               |  |